# Sietas Typ 153
Der Typ 153 ist ein Container-Feederschiffstyp der Sietas-Werft in Hamburg-Neuenfelde. Von 1994 bis 1996 wurden mit der Spica und Wega zwei Einheiten dieser Baureihe gefertigt.

## Geschichte
Die Schiffe wurden Anfang der 1990er Jahre von der in Jork ansässigen Korrespondentreederei Hans Peter Wegener bestellt, um sie an die finnische Reederei Containerships zu verchartern. Eigner der Schiffe waren die Partenreedereien MS „Spica“ Hans Peter Wegener KG und MS „Wega“ Hans Peter Wegener KG.
Das unter dem Namen Spica in Auftrag gegebene Typschiff hatte am 27. Januar 1994 seinen Stapellauf durch Aufschwimmen im Dock. Es wurde am 31. März 1994 als Containerships IV direkt von der Sietas-Werft an die finnische Reederei abgeliefert. Die Ablieferung des zweiten Schiffs, das den Namen Containerships V erhielt, erfolgte am 10. Mai 1996. Beide Einheiten kamen zunächst bis Sommer 2003 gemeinsam im Feederverkehr von/nach Finnland zum Einsatz. Nach Ende der Vercharterung an Containerships fahren die Spica seit Januar 2004 und die Wega seit April 2009 unter ihren ursprünglichen Namen für die Reederei H.-P. Wegener. Beide Schiffe wurden unter anderem zeitweise auf einem 7-tägigen Rundkurs eingesetzt, wobei sie ausgehend von Alicante die Häfen Las Palmas de Gran Canaria und Santa Cruz de Tenerife anliefen.

## Technik
Die in Sektionsbauweise gefertigten Schiffe sind 151,14 Meter lang und 19,40 Meter breit. Sie besitzen verstärkte Rümpfe und sind für Eisdicken von bis zu 80 Zentimeter ausgelegt (Eisklasse E3). Beide Einheiten werden von einem Schiffsdieselmotor des Typs MaK 8M 601C angetrieben, der über ein Untersetzungsgetriebe auf einen Verstellpropeller wirkt. Der Dieselmotor der Spica leistet 9.300 kW, der Motor der Wega 10.000 kW. Für An- und Ablegemanöver haben sie ein elektrisch angetriebenes Bugstrahlruder mit 600 kW Leistung. An Bord befinden sich zwei Dieselgeneratoren und ein Wellengenerator zur Stromerzeugung. Zusätzlich wurde ein Notgenerator verbaut.
Der Typ 153 besitzt vier kastenförmige Laderäume mit Lukendeckeln. Er kann bis zu 749 20-Fuß-Standardcontainer (TEU) beziehungsweise alternativ maximal 343 40-Fuß-Container (FEU) plus 63 TEU befördern. Die Laderäume besitzen eine Kapazität von 248 TEU, weitere 501 TEU können an Deck gestaut werden. Die Tragfähigkeit der Schiffe beträgt 8.932 dwt. Bei einem Durchschnittsgewicht von 14 t je Container können aus Stabilitätsgründen maximal 453 TEU geladen werden. An Bord befinden sich Anschlüsse für 102 Kühlcontainer. Ein Transport von Containern mit Sondermaßen (30-, 45- oder 49-Fuß) ist möglich. Der Typ 153 bildete die Grundlage zur Entwicklung des Typs 164.

## Die Schiffe
| Sietas Typ 153 | Sietas Typ 153 | Sietas Typ 153 | Sietas Typ 153         | Sietas Typ 153              | Sietas Typ 153                                                                                     |
| Bauname        | Bau- nummer    | IMO- Nummer    | Stapellauf Ablieferung | Auftraggeber                | Umbenennungen und Verbleib                                                                         |
| -------------- | -------------- | -------------- | ---------------------- | --------------------------- | -------------------------------------------------------------------------------------------------- |
| Spica          | 1072           | 9083043        | 27.01.1994 31.03.1994  | KR Hans Peter Wegener, Jork | abgeliefert als Containerships IV, 8/2003 Melfi Italia, 1/2004 Spica, 2023 Nanto, so 2024 in Fahrt |
| Wega           | 1132           | 9141118        | 04.04.1996 10.05.1996  | KR Hans Peter Wegener, Jork | abgeliefert als Containerships V, 5/2009 Wega, 2/2020 Charo B, 5/2022 Wega, so 2024 in Fahrt       |